# 바스티아움브라
바스티아움브라(이탈리아어: Bastia Umbra)는 이탈리아 움브리아주 페루자도에 위치한 코무네다. 페루자에서 남동쪽으로 15km 거리에 있다.

## 역사
로마 시대의 유적지가 존재함에 따라 고대시대에 이곳에 거주했다는 것이 증명이 됨에도, 11세기에 이 지역에 새로운 도시가 생겨났다는 기록은 11세기 당시이다. 중세 시대의 바스티아는 아시시와 페루자 사이에 얼기설기 얽힌 어려움을 겪었으며, 1319년에 7개월 간에 걸친 공성전 끝에 페루자의 군대가 이곳을 파괴했다. 하지만 바스티아는 새로운 성채와 18개의 탑과 함께 빠르게 재건되었다. 1300년부터 1594년까지 페루자의 지배하에 있었고 그후에는 교황청에게 넘어갔다. 도시 명칭에 "움브라"(Umbra)라는 접미사는 1860년 신생 국가인 통일 이탈리아 왕국에 편입된 이후에 붙여졌다.

## 자매 도시
- 독일 회히베르크
- 스페인 산트사두르니드아노이아
- 프랑스 뤼즈생소베르